# Ramón Garcés
Ramón Garcés o Raimundo Garcés o de Pamplona, (fallecido después de 1079), conocido con el sobrenombre de el Fratricida. Fue tenente de los Cameros entre diciembre de 1071 hasta febrero de 1076 y señor de Murillo, Agoncillo Cobiela, Villiela y Egón con todos sus términos, localidades que su madre le legó en su testamento en 1066.
Era el sexto hijo del rey García Sánchez III de Pamplona y de la reina Estefanía.

## Conjura
Contando con la complicidad de su hermana Ermesinda, organizó el 4 de junio de 1076 en Peñalén una conjura contra su hermano mayor Sancho IV el de Peñalén que había ascendido al trono como rey de Pamplona a la muerte de su padre en 1054. Durante una partida de caza le empujó por un precipicio provocándole la muerte. Es por este motivo por el que recibe el apelativo de el Fratricida.
Tras el asesinato de su hermano, se refugió en Zaragoza con el rey moro Al-Muqtadir quien le donó tierras y otras propiedades en la ciudad.

## Consecuencias
La muerte de Sancho provocó que el heredero nominal del trono, García Sánchez de Pamplona,  fuera desplazado por Sancho Ramírez, rey de Aragón que se repartió, apoyado por la nobleza que no quiso un rey niño, Navarra con Alfonso VI de León, que se anexionó los territorios del señorío de Vizcaya, Álava, parte de Guipúzcoa, La Rioja, La Bureba para el reino de Castilla.

## Descendencia
No se sabe si contrajo matrimonio pero sí consta que tuvo descendencia aunque tampoco se conoce cuantos hijos tuvo ni sus nombres. En 1132, una nieta suya llamada Marquesa, casada con Aznar López, donó a la iglesia de Santa María de Zaragoza unas propiedades en la ciudad de Zaragoza que había heredado de su abuelo rex Raymundi, por su alma y la de su madre Urraca.